# Lü Bu
Lǚ Bù (chino: 呂布).de nombre de cortesía Fengxian (160, Distrito de Jiuyuan, China Imperial-7 de febrero de 199, Pizhou, China Imperial), fue un general y, posteriormente, señor de la guerra durante los años finales de la dinastía Han y durante la época de los Tres Reinos en China. Originalmente era un subordinado del caudillo menor Ding Yuan, pero lo habría de traicionar y asesinar, para desertar luego y unirse a Dong Zhuo, el caudillo que controlaba el gobierno central Han a comienzos de la década de 190. En 192, se volvió contra Dong Zhuo y lo asesinó tras ser instigado por Wang Yun y Shisun Rui, pero fue derrotado y expulsado por los seguidores de Dong Zhuo.
Entre 192 y mediados de 195, Lü Bu deambuló por el centro y el norte de China, buscando consecutivamente refugio bajo varios señores de la guerra como Yuan Shu, Yuan Shao y Zhang Yang. En 194, consiguió arrebatarle el control de la provincia de Yan al señor de la guerra Cao Cao con ayuda de desertores del bando de éste, pero Cao recuperó sus territorios dos años después. En 196, Lü Bu se volvió contra Liu Bei, quien le había ofrecido refugio en la provincia de Xu, y le arrebató el control de la provincia. Aunque previamente había acordado una alianza con Yuan Shu, rompió lazos con él después de que Yuan se declarara a sí mismo emperador -traición contra el emperador Xian de Han- y se unió a Cao y otros para atacar al pretendiente al trono. Sin embargo, en 198, volvió a ponerse del lado de Yuan Shu y fue atacado por las fuerzas combinadas de Cao y Liu, lo que provocó su derrota en la batalla de Xiapi en 199. Fue capturado y ejecutado por órdenes de Cao.
Aunque las fuentes históricas y ficticias describen a Lü Bu como un guerrero excepcionalmente poderoso, era también célebre por su comportamiento temperamental. Cambiaba de lealtades de manera errática y traicionaba sin problemas a sus aliados, y era conocido por sus escasas capacidades de planificación y administración. Siempre desconfiaba de los demás y no podía controlar a sus subordinados. Todos estos factores acabaron provocando su caída. En la novela histórica del siglo XIV Romance de los Tres Reinos, se dramatizan los detalles de su vida y se añaden algunos elementos ficticios -entre ellos su romance con la ficticia doncella Diaochan- para retratarlo como un guerrero casi invencible que era a la vez un bruto despiadado e impulsivo carente de moral.
Según los Registros de los Tres Reinos, Lu Bu fue un maestro en montar a caballo y tiro con arco, y por lo tanto, se le conoció como el General Volador. Su imagen descrita como un apuesto y poderoso guerrero esgrimiendo una ji (espada china) conocida como el "Cortador del Cielo" (方天画戟) montado sobre su corcel rojo, la Liebre Roja, fue popularizada en el siglo XIV por la novela histórica Romance de los Tres Reinos. En la novela, se le conoce como el más poderoso guerrero de toda China, comparable al héroe griego Aquiles, pero una de sus más grandes hazañas para que se le atribuya ese nombre fue en la guerra contra el emperador Xian de Han, donde el solo, peleó contra más de 500 soldados resultando vencedor.
En los relatos de la Antigua China, hacían una alusión a Lü Bu, como si fuera el mismo Yan Wang 阎 王 (Dios de la Muerte)..
Además de ser inigualable en el campo de batalla, Lü Bu fue también famoso por haber traicionado y matado a sus dos padres adoptivos a la edad de 8 años. También fue conocido por su relación amorosa con la probablemente ficticia Diao Chan que provocaría el asesinato de su padre Dong Zhuo, el tiránico señor de la guerra que dominaba la figura títere del emperador Xian de Han.
Lu Bu en su codicia por el poder, se entregó a Cao Cao en la ciudad de Xiapi. Su búsqueda hizo a Lü Bu desear la muerte, para así poder desafiar a su dios, el Emperador de Jade. Por sugerencia de Liu Bei, Cao Cao hizo ahorcar a Lü Bu.